# USS Santa Fe (SSN-763)
Pour les autres navires du même nom, voir USS Santa Fe.
Le USS Santa Fe (SSN-763) est un sous-marin nucléaire d'attaque américain de classe Los Angeles nommé d'après Santa Fe au Nouveau-Mexique.

## Histoire du service
Construit au chantier naval Electric Boat de Groton, il a été commissionné le 8 janvier 1994 et est toujours actuellement en service dans l'United States Navy.
Actuellement amarré à Pearl Harbor, il fut envoyé de 1997 à 2011 dans le golfe Persique et dans l'ouest du Pacifique.